# Zabukovje pri Raki
Zabukovje pri Raki je naselje u Općini Krško u istočnoj Sloveniji. Zabukovje pri Raki se nalazi u pokrajini Dolenjskoj i statističkoj regiji Donjoposavskoj. 

## Stanovništvo
Prema popisu stanovništva iz 2002. godine Zabukovje pri Raki je imalo 53 stanovnika.

## Vanjske poveznice
- Satelitska snimka naselja  Arhivirana inačica izvorne stranice od 29. srpnja 2017. (Wayback Machine)